# Pleasure Beach Resort
Koordinaten: 53° 47′ 25″ N, 3° 3′ 20″ W
Pleasure Beach Resort, bis 2006 Blackpool Pleasure Beach, bis Februar 2024 Pleasure Beach Blackpool, oder einfach  Pleasure Beach, ist ein traditionsreicher Freizeitpark in Blackpool (Lancashire, England).
Der Park wurde 1896 von Alderman William George Bean mit dem Ziel gegründet, „einen Freizeitpark im amerikanischen Stil, dessen fundamentales Prinzip ist, dass Erwachsene sich wieder wie Kinder fühlen“ zu schaffen. Mittlerweile gehört er mit rund 13 Millionen Besuchern pro Jahr zu den zwanzig meistbesuchten Freizeitparks der Welt. 2014 wurde er im Rahmen der Travelers’ Choice Awards von TripAdvisor zum besten Freizeitpark des Vereinigten Königreichs und zum neuntbesten Park Europas gewählt.
Aktuell ist Pleasure Beach einer der Parks mit den meisten Achterbahnen in Europa (zehn Stück, darunter allein vier Holzachterbahnen). Statt des in den meisten Freizeitparks üblichen Eintrittssystems bezahlte man in Blackpool lange keinen Eintritt, sondern für jede Attraktion einzeln (Tivoliprinzip). Es wurde allerdings auch ein sogenanntes Wristband angeboten, mit dem man alle Attraktionen unbeschränkt nutzen konnte. Seit 2009 wird ein Eintrittsgeld erhoben.
Neben klassischen Freizeitparkattraktionen werden in Pleasure Beach auch verschiedene Shows geboten. Besondere Tradition hat die Eiskunstlaufshow Hot Ice.
Im Jahr 1999 wurde ein virtueller Nachbau des Parks im Computerspiel RollerCoaster Tycoon verwendet.

## Geschichte

### Frühe Jahre (1896–1930)
Pleasure Beach wurde 1896 von Alderman William George Bean gegründet, nachdem sein Versuch, an der New Yorker Madison Avenue Werbefachmann zu werden, gescheitert war. 1897 kehrte er ins Vereinigte Königreich zurück und eröffnete zwei Freizeitparks: Einen in Great Yarmouth, den anderen in Blackpool. Der Park in Great Yarmouth fand nur geringes Interesse beim Publikum, und so zog Bean schließlich dauerhaft nach Blackpool.
1903 erwarb Bean zusammen mit dem Geschäftsmann John Outhwaite 30 Acres Land (etwa 12 Hektar), mit dem der Park in Blackpool erweitert werden sollte. Der ursprüngliche Pleasure Beach Park lag in den Sanddünen entlang der Promenade von Blackpool und bestand aus einigen Karussells, einer Draisinenstrecke und verschiedenen Verkaufsbuden. Bean und Outhwaite bezogen die meisten ihrer Ideen aus Coney Island in den Vereinigten Staaten und von einem kleinen Jahrmarkt in London.
Die erste größere Attraktion war die 1904 eröffnete Sir Hiram Maxim’s Captive Flying Machine, eine dem Kettenkarussell ähnliche Fahrattraktion des britischen Erfinders Hiram Maxim. 1905 folgte eine Baumstammrutsche unter dem Namen The River Caves of the World, 1907 eröffnete die Holzachterbahn The Scenic Railway. Ungefähr in dieser Zeit benannte sich der Park auch in Blackpool Pleasure Beach um. 1909 kaufte Bean einen zweiten Freizeitpark in Morecambe mit dem Namen West End Amusement Park, der später als Frontierland Western Theme Park bekannt wurde und 1999 geschlossen wurde. Da auch dieser Park erfolgreich lief, wurde vier Jahre später in Southport das Pleasureland Southport eröffnet.
Unterdessen wurden in Pleasure Beach regelmäßig größere Investitionen getätigt. Es eröffneten The Velvet Coaster, das House of Nonsense, The Joy Wheel und The Whip. Outhwaite starb 1911, wodurch ein Großteil der Geschäfte von Bean übernommen wurden, obwohl die Outhwaite-Familie immer noch Anteile am Park hielt und sich auch mitunter in dessen weiteres Wachstum einbrachte. Nach dem Ersten Weltkrieg endeten die Investitionen vorübergehend, da es Schwierigkeiten mit dem Import von Attraktionen aus den USA gab. Erst 1922 eröffneten mit The Virginia Reel und Noah’s Ark wieder neue Fahrgeschäfte.
Außerdem wurde in den 20er Jahren das Casino Building gebaut, ein dreistöckiges Art-déco-Gebäude, entworfen vom Architekten und Bürgermeister von Blackpool Alderman R.B. Mather. Hier gab es eine Billardhalle, ein Kino, ein Restaurant und einen Laden. Heute beherbergt das Casinogebäude die Kartenschalter für Besucher.
1923 kam es zu einer Rückforderung des Landes, auf dem der Park stand. So zog Pleasure Beach auf sein heutiges, 17 Hektar großes Gelände entlang der Strandpromenade um. Im selben Jahr noch eröffnete Big Dipper, eine Holzachterbahn mit Out-&-Back-Streckenführung, und es wurde ein Teich angelegt, auf dem man Boot fahren konnte. Dies war die letzte Investition unter Alderman William George Bean. Er starb 1929 an Lungenentzündung. Seine einzige Tochter Lillian-Doris übernahm zusammen mit Ehemann Leonard Thompson die Parkgeschäfte.
Lillian-Doris Bean heiratete 1928 den Geschäftsmann Leonard Thompson. Sie lebten zunächst in London, wo Leonard Thompson für eine schwedische Streichholzfabrik arbeitete. Nach dem Tod von George Bean zogen sie jedoch nach Blackpool. Leonard hatte bis dahin mit den Geschäften des Parks keine Berührung gehabt, im gegenseitigen Einvernehmen mit seiner Frau übernahm er dann aber die Leitung von Pleasure Beach. Seine erste Amtshandlung bestand in der Ernennung von Oscar Haworth als Geschäftsführer und George Palmer als Vorstandsvorsitzenden der Firma. In den nächsten zwei Jahren arbeitete Thompson mit der Outhwaite-Familie zusammen, um den Park zu erweitern. 1930 eröffnete Ghost Train.

### Spätere Jahre (1931 bis heute)
1931 verkaufte die Outhwaite-Familie ihre verbliebenen Anteile am Park an die Thompsons, die dadurch Alleineigentümer wurden. Im Jahr darauf wurde die Watson Road gebaut, die den Park unterirdisch querte. Als Konsequenz musste The Velvet Coaster schließen. Die nächsten größeren Attraktionen, die eröffnet wurden, waren 1934 das Fun House und 1935 The Grand National, eine Möbius-Holzachterbahn, entworfen von Charles Paige. Paige war auch der Entwickler zahlreicher anderer Attraktionen in Pleasure Beach, darunter Rollercoaster, eine weitere Holzachterbahn, die 1933 auf dem Gelände von The Velvet Coaster gebaut wurde.
Der Erfolg von Paiges Holzachterbahnen führte 1936 zu einem großen Ausbau der Big Dipper-Achterbahn, die jetzt bis zur Südwestseite des Parkgeländes geführt wurde. Thompson stellte außerdem den Architekten Joseph Emberton ein, der den Stil der Attraktionen und Gebäude von Pleasure Beach überarbeiten sollte. Unter Emberton wurde Ice Drome gebaut, eine Eislaufbahn mit 2000 Sitzplätzen. Er arbeitete bis zu seinem Tod 1956 am Design des Parks mit. Seine Arbeit wurde danach von Jack Ratcliffe fortgeführt, der auch an der Ausstellung Festival of Britain beteiligt war.
Während des Zweiten Weltkriegs nahmen die Investitionen wieder ab, der Park blieb aber weiterhin geöffnet, um der Bevölkerung Ablenkung und Trost zu spenden. Nach Kriegsende eröffneten wieder neue Attraktionen, so zwischen 1958 und 1961 The Wild Mouse, Derby Racer und Alice Ride. Die längste Wildwasserbahn der Welt, Log Flume, kam 1967 hinzu, der Dark Ride The Goldmine vier Jahre später. Die Walt Disney Company holte sich bei einem Besuch in Pleasure Beach Anregungen, die sie – zusammen mit anderen Parks – für das erste Disneyland in Anaheim nutzte. Walt Disney selbst war mit Leonard Thompson befreundet, die beiden inspirierten sich regelmäßig gegenseitig bei der Weiterentwicklung ihrer jeweiligen Parks. Nach 47 Jahren als Geschäftsführer von Pleasure Beach starb Thompson im Jahre 1976. Seine Rolle wurde daraufhin von Geoffrey Thompson, seinem einzigen Sohn, übernommen.
William „Geoffrey“ Thompson, geboren 1936 in Manchester, verbrachte einen Großteil seines frühen Arbeitslebens als Verwalter einer Londoner Wäscherei. Später wurde er gastronomischer Leiter im Casino Building von Pleasure Beach. Geoffrey Thompson heiratete 1962 Barbara Foxcroft, mit der er später drei Kinder hatte. Er stellte Keith Ingham ein, der umfassende Umbauten am Casino Building vornahm, welches dann vorübergehend als Wonderful World Building firmierte. Unter Thompsons Leitung eröffneten Attraktionen wie die Pferdeachterbahn Steeplechase, die Bobachterbahn Avalanche, Revolution und der Freifallturm Ice Blast: The Ride. The Big One (entworfen von John Roberts) war bei ihrer Eröffnung 1994 die höchste, steilste und schnellste Achterbahn der Welt und Valhalla, ein 2000 erbauter Dark Ride, ist mit 15 Millionen Pfund (2015: über 23 Millionen Pfund) bis heute die teuerste Attraktion, die je in Pleasure Beach gebaut wurde.
Geoffrey Thompson war auch aktiv an der Förderung des Tourismus in Nordwest-England beteiligt. Hierfür wurde er zusammen mit seiner Mutter Doris mit dem Order of the British Empire ausgezeichnet. 1986 nahm der Park als eines der ersten britischen Unternehmen am Programm Government Profit Related Pay Unit teil: Er verpflichtete sich dadurch, bei Gewinnen von über 1 Million Pfund 10 % davon an die Mitarbeiter auszuzahlen, gestaffelt nach Dauer des jeweiligen Arbeitsverhältnisses.
Trotz seines großen Ansehens als Geschäftsmann in der Welt der Freizeitparks geriet Thompson oft in Konflikt mit dem Rat der Stadt Blackpool. Grund war, dass private Händler auf dem Land gegenüber dem Park ihre Geschäfte machen durften. Auch mit dem Stadtrat von Morecambe gab es Streit, da dieser sich regelmäßig gegen Thompsons Pläne stellte, den dortigen Freizeitpark weiter auszubauen. Als Konsequenz wurde der Frontierland Western Theme Park 1999 auf unbestimmte Zeit geschlossen. Viele der Attraktionen dort wurden verschrottet, verkauft oder in den anderen Parks der Familie wiederaufgebaut. 2002 eröffnete in Blackpool das Big Blue Hotel, 2003 folgte Bling, eine Art Frisbee von Zierer. Am 12. Juni 2004 starb Geoffrey Thompson im Park an einem Herzinfarkt, als er an der Hochzeitsfeier seiner Tochter teilnahm. Seine Mutter, Doris Thompson, starb am 23. Juni desselben Jahres, dem Tag seiner Beerdigung.
Amanda Thompson, die älteste Tochter von Geoffrey und Barbara Thompson und bereits seit über 15 Jahren Leiterin des Parks, übernahm daraufhin sämtliche geschäftliche Angelegenheiten von Pleasure Beach. Auch ihre zwei Geschwister erhielten leitende Positionen. Amanda Thompson ist außerdem die Gründerin von Stageworks Worldwide Productions, die unter anderem für Shows in Pleasure Beach verantwortlich waren. Wie schon ihr Vater und ihre Großmutter wurde auch sie für ihren Beitrag zur Tourismusentwicklung zum OBE ernannt. Unter der Führung von Amanda Thompson fanden im Park erhebliche Umgestaltungen statt. Viele Attraktionen wurden abgebaut, darunter The Whip, Space Invader, Turtle Chase, Spin Doctor, Trauma Towers, Noah’s Ark, Black Hole, Bling und Super Bowl. 2005 entschied sich die Familie zur Schließung des Pleasureland Southport, da es trotz großer Investitionen über mehrere Jahre keinen Profit abwarf. Die dortige Achterbahn Traumatizer von 1999 wurde in Pleasure Beach unter dem Namen Infusion wiederaufgebaut. Nach 13 Jahren wurde damit in Blackpool wieder eine Achterbahn eröffnet.
2011 wurde ein Vertrag mit Viacom, den Eigentümern des Fernsehsenders Nickelodeon, unterzeichnet. Er sah die Eröffnung des 5 Hektar großen Themenbereichs Nickelodeon Land im Park vor. Dafür wurde der 2010 geschlossene Kinderbereich Beaver Creek für 10 Millionen Pfund umgebaut. Unter anderem erfuhr die dortige Achterbahn Rollercoaster eine komplette Umgestaltung, sie öffnete unter dem neuen Namen Nickelodeon Streak. Das Gebäude der ehemaligen Indoorachterbahn Space Invader 2 wurde zu einer Pizzeria umfunktioniert. Auch viele andere Attraktionen wurden entweder ersetzt oder umgestaltet, um die Marke Nickelodeon zu repräsentieren. Im Jahr 2013 arbeitete Pleasure Beach mit Aardman Animations zusammen, welche die Marken Wallace & Gromit und Shaun das Schaf besitzt. Das Ergebnis war der Dark Ride Wallace & Gromit’s Thrill-O-Matic, der The Goldmine ersetzte. 2015 entstand in Kooperation mit der Royal Air Force die Attraktion Red Arrow’s Skyforce, benannt nach der gleichnamigen Kunstflugstaffel.

### Zeittafel der Geschäftsführer
| Name              | Anzahl der Saisons | Jahr      | Jahr      | Jahr      | Jahr      | Jahr      | Jahr      | Jahr      | Jahr      | Jahr      | Jahr      | Jahr      | Jahr      | Jahr   |
| Name              | Anzahl der Saisons | 1890er    | 1900er    | 1910er    | 1920er    | 1930er    | 1940er    | 1950er    | 1960er    | 1970er    | 1980er    | 1990er    | 2000er    | 2010er |
| ----------------- | ------------------ | --------- | --------- | --------- | --------- | --------- | --------- | --------- | --------- | --------- | --------- | --------- | --------- | ------ |
| John Outhwaite    | 16                 | 1896–1911 | 1896–1911 | 1896–1911 |           |           |           |           |           |           |           |           |           |        |
| William G. Bean   | 34                 | 1896–1929 | 1896–1929 | 1896–1929 | 1896–1929 |           |           |           |           |           |           |           |           |        |
| Leonard Thompson  | 48                 |           |           |           | 1929–1976 | 1929–1976 | 1929–1976 | 1929–1976 | 1929–1976 | 1929–1976 |           |           |           |        |
| Doris Thompson    | 76                 |           |           |           | 1929–2004 | 1929–2004 | 1929–2004 | 1929–2004 | 1929–2004 | 1929–2004 | 1929–2004 | 1929–2004 | 1929–2004 |        |
| Geoffrey Thompson | 29                 |           |           |           |           |           |           |           |           | 1976–2004 | 1976–2004 | 1976–2004 | 1976–2004 |        |
| Amanda Thompson   | 12                 |           |           |           |           |           |           |           |           |           |           |           | 2004–     | 2004–  |

## Heutiger Park

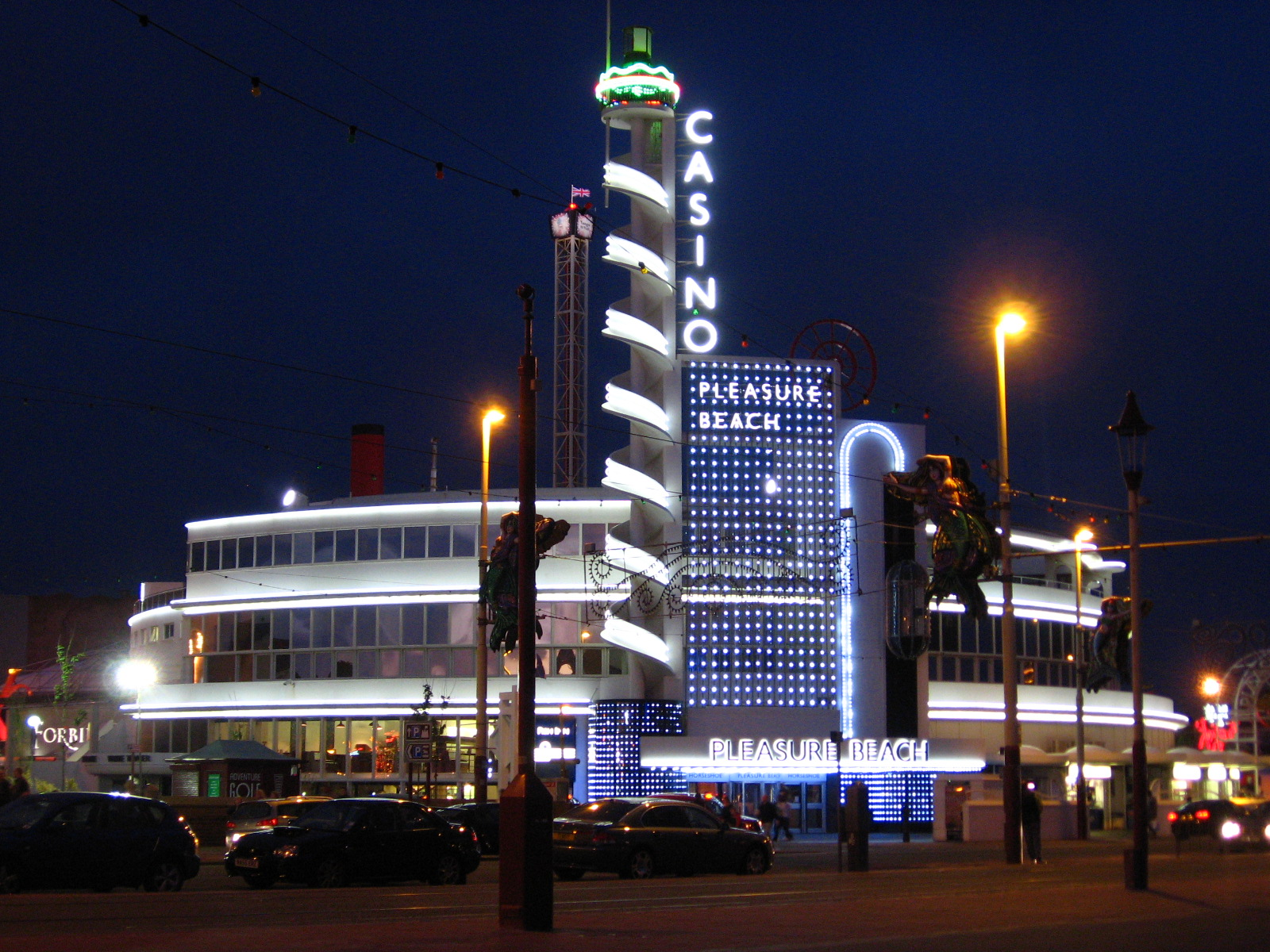
Das Casino Building bei Nacht

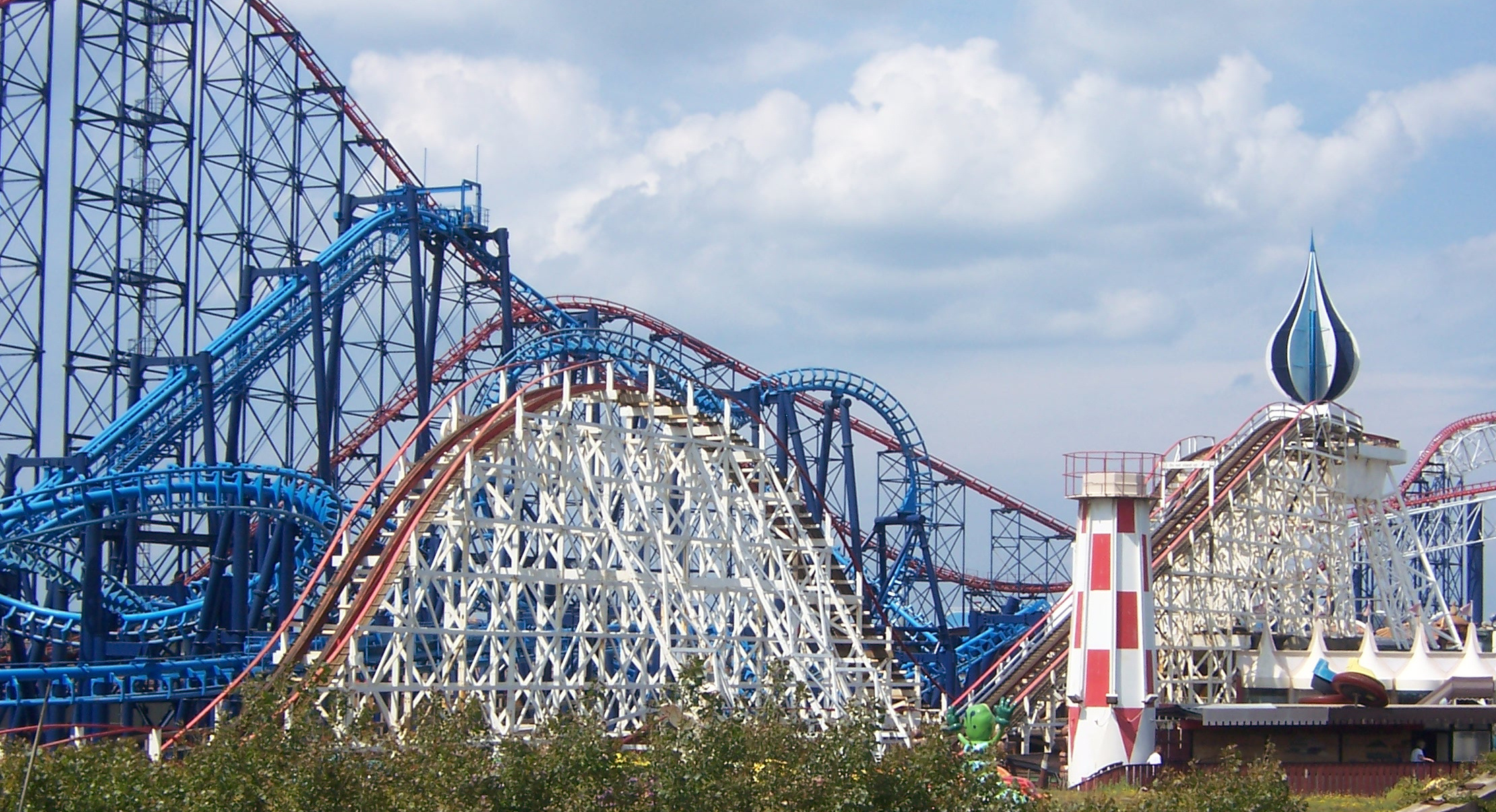
Big Dipper, Infusion und The Big One (von vorne nach hinten)

Pleasure Beach befindet sich auf einem 17 Hektar großen Gelände entlang der Seepromenade von Blackpool, etwa 3,5 km vom Bahnhof Blackpool North. Der Park wird begrenzt von den Straßen Promenade, Balmoral Road, Bond Street, Burlington Road West und Clifton Drive. Unter dem Park verläuft außerdem die Watson Road. Der Hauptkartenschalter befindet sich im Erdgeschoss des Casino Building im Norden des Parkgeländes. Der Rest der Etage wird von der Bar The Horseshoe und dem Restaurant Tiger Bills eingenommen. Im Obergeschoss befindet sich ein Veranstaltungssaal und das Luxusrestaurant The White Tower Restaurant mit Blick über die Promenade. Im Keller des Casino Building gibt es The Horror Bar und ein interaktives Grusellabyrinth mit dem Namen Pasaje del Terror.
Der Park konnte durch drei Eingänge betreten werden. Der Haupteingang liegt an der Nordseite des Geländes. Am Südende des Parks gibt es einen Eingang, der Gästen des Big Blue Hotel vorbehalten ist, ein dritter Eingang befindet sich an der Ostseite des Parks. Seit Einführung des Eintrittspreises 2009 ist der Zugang nur noch über den Haupteingang möglich. Für die Besucher stehen fünf Autoparkplätze und ein Busparkplatz zur Verfügung.
Pleasure Beach gliedert sich in drei Abschnitte: den Nordpark, das Nickelodeon Land und den Südpark. Diese einzelnen Abschnitte sind jeweils nochmal in speziell gestaltete Unterabschnitte geteilt. Diese sind: North Entrance Plaza, Heidi Strasse, Bean Street FY4, The Watson Overpass, The Tom Sawyer Bridge und South Entrance Plaza. Viele der Fahrgeschäfte verlaufen über oder unter anderen Attraktionen, was Pleasure zum in dieser Hinsicht am dichtesten bebauten Freizeitpark der Welt macht.
Pleasure Beach ist das einzige Privatunternehmen im Vereinigten Königreich, das an keine Einschränkungen hinsichtlich der Planung von Erweiterungen gebunden ist. Attraktionen, die eine Höhe von 60 Metern überschreiten, müssen sich lediglich an die strengen Vorschriften der Luftfahrtbehörde halten und z. B. befeuert werden.

## Attraktionen

### Achterbahnen
| Name               | Länge (in m) | Geschwindigkeit (max. in km/h) | Typ                               | Entwurf/Hersteller                          | Eröffnungsjahr | Anmerkungen |
| ------------------ | ------------ | ------------------------------ | --------------------------------- | ------------------------------------------- | -------------- | --- |
| Avalanche          | 450          | 80                             | Stahlachterbahn                   | Mack Rides                                  | 1988           | Avalanche war die erste Bobachterbahn, die im Vereinigten Königreich gebaut wurde. |
| Big Dipper         | 1006         | 80                             | Holzachterbahn                    | John A. Miller, Charles Paige, Joe Emberton | 1923/1936      | Big Dipper ist eine traditionelle Holzachterbahn, gebaut 1923 von John Miller und erweitert 1936 von Charles Paige und Joe Emberton.                                                                                                  |
| Blue Flyer         | 335          | 40                             | Holzachterbahn                    | Philadelphia Toboggan Coasters              | 1934           | Familienachterbahn mit einem Tunnel und mehreren Bunnyhops. Hieß bis 2011 Zipper Dipper. |
| Grand National     | 2x 1006      | 64                             | Holzachterbahn, Möbiusachterbahn  | Charles Paige                               | 1935           | Benannt nach dem Grand-National-Pferdehindernisrennen, ist sie heute eine von drei verbliebenen Möbius-Achterbahnen weltweit. |
| Icon               | 1143         | 80                             | Launched Coaster                  | Mack Rides                                  | 2018           | Icon ist der erste Multi-Launch-Coaster in Großbritannien. Die Bahn wurde im Frühjahr 2018 eröffnet. |
| Infusion           | 690          | 80                             | Stahlachterbahn, Inverted Coaster | Vekoma                                      | 2007           | Standard-SLC, aber der erste seiner Art, der komplett über einer Wasserfläche gebaut wurde. 1999 in Pleasureland Southport eröffnet, 2007 nach Blackpool versetzt.                                                                    |
| Nickelodeon Streak | 699          | 56                             | Holzachterbahn                    | Charles Paige                               | 1933           | Eine traditionelle Holzachterbahn im Nickelodeon Land. Bis zur Umbenennung 2011 hieß die Achterbahn einfach Rollercoaster. Die Bahn nutzt den Lifthill des Velvet Coaster von 1909.                                                   |
| Revolution         | 194          | 72                             | Stahlachterbahn, Shuttle Coaster  | Arrow Development                           | 1979           | Zwischenzeitlich lief die Bahn unter dem Namen Irn-Bru-Revolution. Aus der Station heraus durchfahren die Besucher einen Looping erst vorwärts und dann noch einmal rückwärts.                                                        |
| Steeplechase       | ?            | ?                              | Stahlachterbahn, Pferdeachterbahn | Arrow Development                           | 1977           | Diese dreispurige Pferdeachterbahn ist die letzte ihrer Art weltweit. |
| The Big One        | 1676         | 119                            | Stahlachterbahn, Hyper Coaster    | Arrow Dynamics                              | 1994           | The Big One hat eine Höhe von 65 Metern und ein maximales Gefälle von 65°. Bei der Eröffnung war sie die höchste, steilste und schnellste Achterbahn der Welt. Heute ist sie noch die höchste Achterbahn des Vereinigten Königreichs. |

### Weitere Attraktionen (Auswahl)
| Name                                      | Eröffnungsjahr | Beschreibung |
| ----------------------------------------- | -------------- | --- |
| Adventure Golf                            | 2008           | Minigolfanlage. |
| Alice’s Wonderland                        | 1961           | Dark Ride für Kinder mit Szenen aus Alice im Wunderland und Alice hinter den Spiegeln. |
| Sir Hiram Maxim’s Captive Flying Machines | 1904           | Die älteste Attraktion im Park, mit ähnlich einem Kettenkarussell an Seilen hängenden, raketenförmigen Fahrgondeln.                                                                                    |
| Ghost Train                               | 1930           | Die erste Geisterbahn der Welt, gebaut von Joseph Emberton. |
| Ice Blast: The Ride                       | 1997           | Eine 60 Meter hohe Vertikalfahrt des Herstellers S&S Power. |
| Pasaje Del Terror                         | 1996           | Ein interaktives Horrorlabyrinth im Keller des Casino Building. |
| Red Arrows Sky Force                      | 2015           | Ein Thrill Ride vom Modell Sky Fly von Gerstlauer, bei dem an einem langen Arm Flugzeuge befestigt sind, die sich drehen, während der Arm herumschwenkt. Angelehnt an die Red-Arrows-Kunstflugstaffel. |
| Ripley’s Believe It or Not!               | ?              | Ein Kuriositätenkabinett, am Ocean Boulevard gelegen. |
| Valhalla                                  | 2000           | Eingehauste Wildwasserbahn, mit 610 m der längste Dark Ride der Welt. Besucher fahren in Wikingerbooten durch eine entsprechend thematisierte Strecke mit zahlreichen Effekten.                        |
| Wallace & Gromit’s Thrill-O-Matic         | 2013           | Ein Dark Ride mit Szenen aus den Wallace & Gromit-Animationsfilmen. |

## Nicht mehr bestehende Achterbahnen
- Circus Clown (Kinderachterbahn)
- Space Invader 2 (Dunkelachterbahn vom Typ Four Man Bob von Zierer Rides)
- Wild Mouse (Wilde Maus Holzachterbahn von Frank Wright 1958 erbaut. Wurde im Januar 2018 abgerissen.[21])

## Shows
- Hot Ice: Eine Eislaufshow, die auf der Eisbahn The Arena stattfindet. Die Show läuft seit 1936 und wird momentan von Amanda Thompson produziert. Choreograph ist der finnische Eiskunstläufer Oula Jääskeläinen.
- Ken Webster: Mentalist Hypnotist: Eine Comedy-Hypnoseshow mit dem Hypnotiseur Ken Webster. Mit einer Laufzeit von über 25 Jahren ist sie aktuell die am längsten gespielte Hypnoseshow weltweit.
- Russ Brown’s Carnival of Magic: Eine magische Varieté-Show mit Russel Brown.
- Spectacular Dancing Water Show: Eine Wassershow, die für 500.000 ₤ von Aquatique Show International entworfen und gebaut wurde. 30 Düsen und eine Wasserkanone, die eine 30 Meter hohe Fontäne erzeugen kann, „tanzen“ zu verschiedenen Musikstilen. Die Show läuft alle 30 Minuten.

## Rekorde
Pleasure Beach Blackpool hält und hielt mehrere Rekorde. Die Achterbahn The Big One war zu ihrer Eröffnung 1994 mit 65 m die höchste, mit 119 km/h die schnellste und mit einem Gefälle von 65° die steilste Achterbahn der Welt. Momentan ist sie immer noch die höchste Achterbahn Großbritanniens.
Pleasure Beach ist neben dem Luna Park in Sydney der einzige Park, der noch eine traditionelle hölzerne Wilde-Maus-Achterbahn betreibt. Die Achterbahn wurde 1958 vom Park komplett in Eigenregie gebaut. Grand National ist die einzige Moebius-Loop-Achterbahn in Europa. Weltweit gibt es nur noch drei Achterbahnen dieses Typs, bei dem es zwei weitgehend parallel verlaufende Strecken gibt, die Züge aber jeweils in der anderen Station ankommen als sie losgefahren sind. Pleasure Beach Blackpool baute mit Revolution auch die erste Achterbahn Europas, die einen kompletten Looping vollzog, und ist der letzte Park, der mit Steeplechase noch eine Pferdeachterbahn betreibt. Sir Hiram Maxim’s Captive Flying Machine ist die älteste Attraktion in einem europäischen Freizeitpark, sie wurde 1904 eröffnet. Valhalla ist der größte und mit 15 Mio. £ der teuerste Dark Ride weltweit.

### Zwischenfälle
- Am 16. Dezember 1991 wurde die Attraktion Fun House (eröffnet 1934) durch Brandstiftung komplett zerstört. An ihrer Stelle steht heute Valhalla.[23]
- Im Juli 1994 gab es einen Zwischenfall mit The Big One, nur eine Woche nach ihrer Eröffnung: Durch einen Fehler im Computersystem wurde ein zurückkehrender Zug in der Station nicht vollständig angehalten und stieß auf einen wartenden Zug. Es gab 26 Leichtverletzte. Am 31. August 2000 kam es zu einem ähnlichen Unfall aufgrund eines Fehlers im Bremssystem, bei dem 20 Personen verletzt wurden.[24][25]
- Am 21. Juli 2000 starb ein 11-jähriger Junge, als er aus der Dunkelachterbahn Space Invader 2 fiel. Wahrscheinlich geriet er während der Fahrt in Panik und löste seinen Sicherheitsgurt. Daraufhin wurden die Achterbahnzüge mit Schulterbügeln ausgestattet.[26]
- Am 20. Mai 2004 brannte die Station der Holzachterbahn Grand National nieder. Dabei wurden auch die Attraktionen Alice’s Wonderland und Trauma Towers beschädigt. Nach fünfmonatigen Reparaturarbeiten wurde Grand National am 28. Oktober 2004 wiedereröffnet.[27] 2014 brach sich ein 58-Jähriger während der Fahrt in selbiger Achterbahn das Genick. Der Mann litt an Spondylitis, einer Infektion der Wirbelkörper, fuhr aber entgegen allen Warnungen trotzdem mit Grand National. Er überlebte, blieb aber gelähmt.[28]
- Am 11. August 2009 stießen zwei Züge der Holzachterbahn Big Dipper zusammen. 32 Fahrgäste wurden leicht verletzt.[29]

### Auszeichnungen (Auswahl)
- 2003, 2005: Bestes Wasserfahrgeschäft, vergeben durch die Golden Ticket Awards für Valhalla.[30]
- 2009: Beste Unterhaltungsshow, vergeben durch die IAAPA für Forbidden[31]
- 2014: Bester Freizeitpark im Vereinigten Königreich, neuntbester in Europa, vergeben von TripAdvisor im Rahmen der Travelers’ Choice Awards[32][33]
- 2014: Drittbestes Hotel im Vereinigten Königreich, vergeben für das Big Blue Hotel von TripAdvisor im Rahmen der Travelers’ Choice Awards.[34]

## Pleasure Beach in der Populärkultur (Auswahl)
- 1997 war der Park Thema einer sechsteiligen BBC-Dokumentation über den Alltagsbetrieb von Pleasure Beach.[35]
- Die Achterbahn The Big One kommt in der britischen Kriminalkomödie Das B-Team: Beschränkt und auf Bewährung vor, außerdem in einer Episode der Serie A Touch of Frost.[36][37]
- Die Musikvideos von Fairground (Simply Red), Here With Me (The Killers) und Try Hard (5 Seconds of Summer) wurden hier gedreht.[38][39][40]
- Die Achterbahn Infusion war Teil einer Werbekampagne des Optikers Specsavers.[41]
- Die paranormale Realityshow Most Haunted stellte 2002 auf dem Gelände Nachforschungen über angebliche Spukerscheinungen an.[42]
- Die Kinderfernsehsendung Blue Peter besuchte den Park 1988. Die Moderatoren fuhren mit der neu eröffneten Avalanche-Achterbahn und interviewten Doris und Geoffrey Thompson.[43]
- Profiwrestler William Regal machte mit 15 Jahren im Park seine ersten Wrestlingerfahrungen.[44]
- Ein Werbespot für die Getränkemarke Irn Bru, in denen Goths die Revolution-Achterbahn fahren, wurde hier aufgenommen.[45][46]
- Kevin Bacon fuhr im Rahmen eines Werbespots für den Mobilfunkanbieter EE auf The Big One.[47]